# 貝瑟尼 (路易斯安那州和德克薩斯州)
贝瑟尼（英語：Bethany）是位於美國路易斯安那州卡多堂區及德克薩斯州帕諾拉縣的一個非建制地區。

## 地理
贝瑟尼所處的海拔為高於海平面106米（即348英呎），而該地所採用的時區為UTC-6，即北美中部時區（CST）。同時該地設有夏令時間，為UTC-6調快一小時，即UTC-5（CDT）。